# Sidi Okba
Sidi Okba (também Sidi Uqba – em árabe: سيدي عقبة) é uma cidade e comuna localizada na província de Biskra, Argélia. Segundo o censo de 2008, a população total da cidade era de 33 509 habitantes. Há uma mesquita na cidade, que é o mais antigo do país. Dentro da mesquita está o túmulo e uma escola de direito muçulmano.

## Galeria

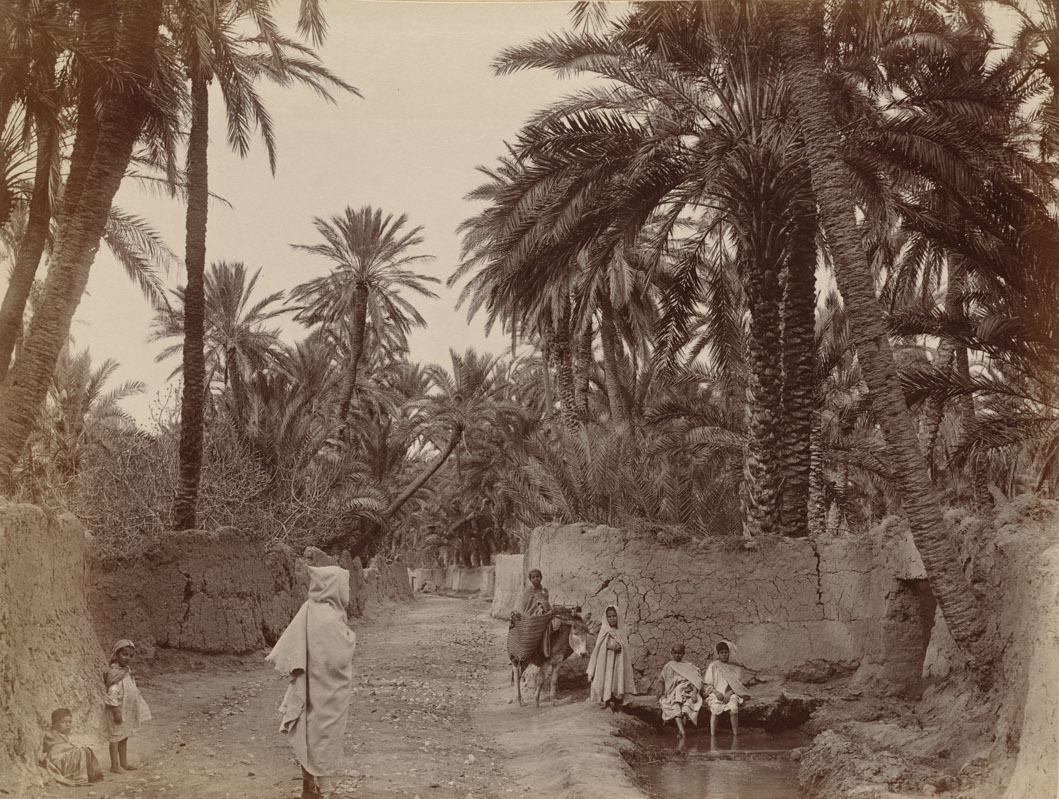
Sidi Okba Oasis, 1930
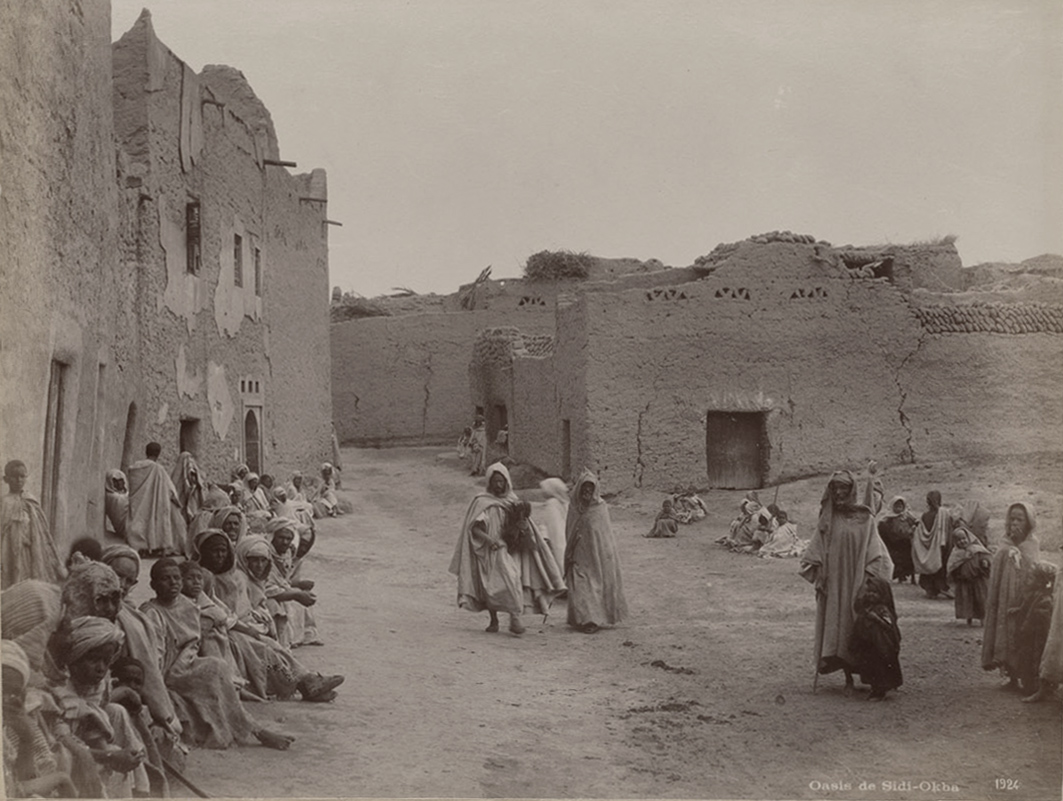
Cena da rua de Sidi Okba, 1924
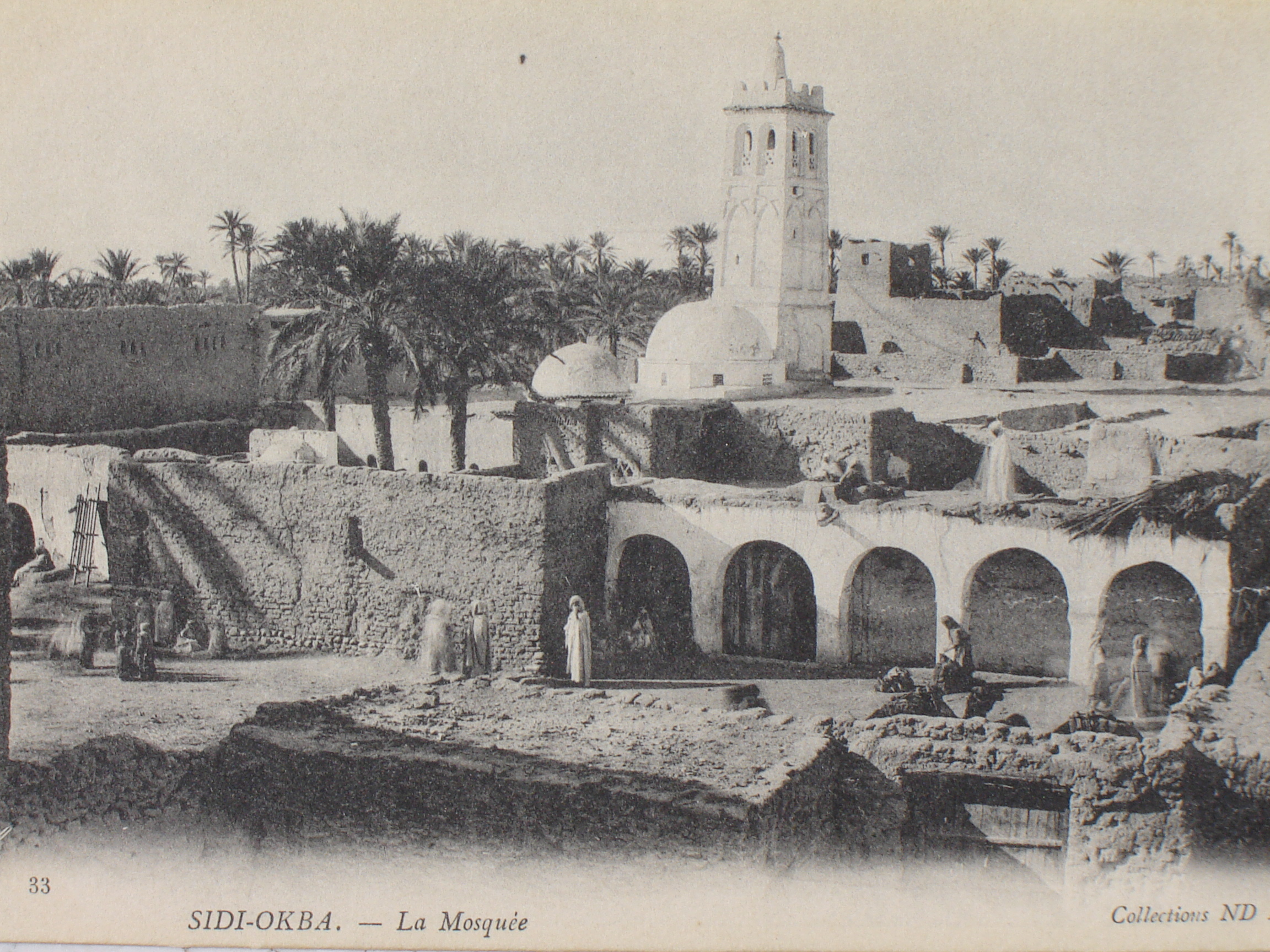
Mesquita de Sidi Uqba, Sidi Okba 1900.
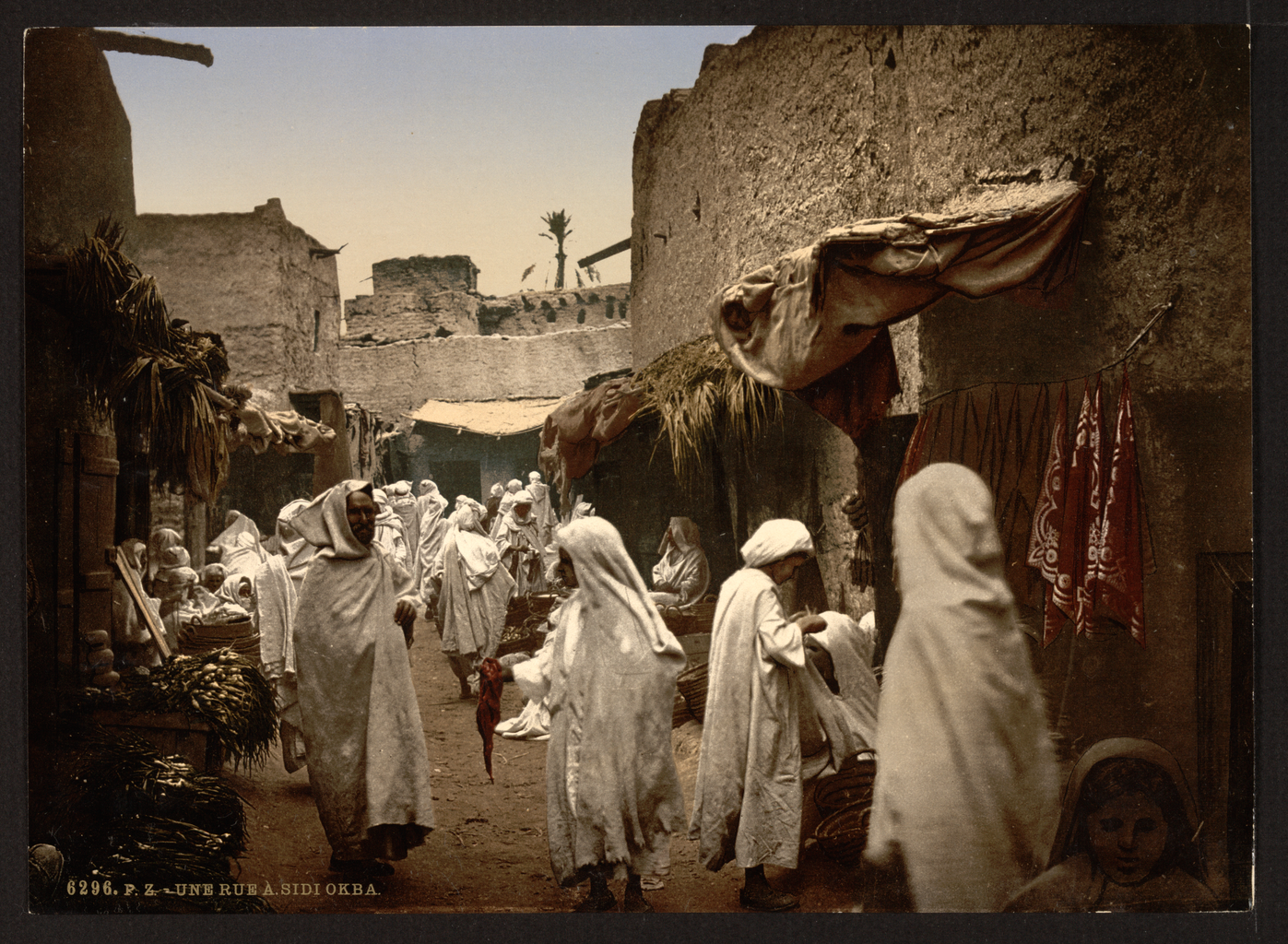
Uma rua em Sidi Okba, cerca de 1899.